# Boliwia na Letnich Igrzyskach Olimpijskich 1972
Boliwię na Letnich Igrzyskach Olimpijskich 1972 reprezentowało 11 zawodników, byli to sami mężczyźni.

## Lekkoatletyka
- Lionel Caero
  - Bieg na 100 m – odpadł w eliminacjach
  - Skok w dal – 34. miejsce

- Crispin Quispe
  - Bieg na 10000 m – odpadł w eliminacjach
  - Maraton – 62. miejsce

- Ricardo Condori
  - Maraton – 58. miejsce

- Juvenal Rocha
  - Maraton – nie ukończył

## Jeździectwo
- Roberto Nielsen-Reyes
  - Skoki indywidualnie – 22. miejsce

## Strzelectwo
- Jaime Sánchez
  - Pistolet dowolny, 10 m – 53. miejsce

- Fernando Inchauste
  - Karabin małokalibrowy 50 m leżąc – 86. miejsce

- Eduardo Arroyo
  - Karabin małokalibrowy 50 m leżąc – 94. miejsce

- Armando Salvietti
  - Trap – 36. miejsce
  - Skeet – 60. miejsce

- Ricardo Roberts
  - Trap – 54. miejsce

- Carlos Asbun
  - Skeet – 59. miejsce